# Xavier Ramis Otazua
Xavier Ramis Otazua (Madrid, 1960) és un polític mallorquí, senador en la IX legislatura.
Arquitecte Tècnic en Direcció d'Obres per l'Escola Universitària d'Arquitectura Tècnica de la Universitat Politècnica de Catalunya el 1985. de 1984 a 1987 fou corresponsal de premsa del Diari de Balears. Ha treballat com a arquitecte tècnic i inspector de llicències d'obres de l'Ajuntament d'Alcúdia (des de 1985) i Administrador de R.S. Tècnics del Raiguer, S.L. (des de 2007).
Després de les eleccions municipals espanyoles de 2003 ha estat portaveu del PSIB-PSOE a l'ajuntament d'Inca. Fou escollit senador per Mallorca a les eleccions generals espanyoles de 2008. Ha estat secretari primer de la Comissió de Pressupostos i de la Comissió de les Comunitats Autònomes En 2015 fou nomenat Director General de Ports i Aeroports de les Illes Balears.